# Hydrocharis dubia
Hydrocharis dubia ist eine Pflanzenart aus der Gattung Hydrocharis. Die Wasserpflanze ist von China über Süd- und Ostasien bis nach Nordaustralien verbreitet.

## Merkmale
Die Blätter von Hydrocharis dubia sind schwimmend, manchmal auch untergetaucht. Die Blattspreite ist 4,5 – 5 × 5 – 5,5 Zentimeter groß, herz- oder kreisförmig und 5- bis 7-adrig. Die Blattbasis ist herzförmig, die Spitze abgerundet. Männliche Blüten sind in einer Spatha je fünf oder sechs vorhanden. Die Blütenstandsachse ist 0,5 bis 3,5 Zentimeter lang, die Blütenstiele 5 bis 6,5 Zentimeter. Die Kelchblätter messen ungefähr 6 × 3 Millimeter. Die Kronblätter sind ungefähr 1,3 × 1,7 Zentimeter groß und gelb. Es sind 12 Staubblätter vorhanden, von den die drei inneren zu Staminodien umgebildet sind. Die Staubbeutel messen 1 bis 1,5 Millimeter. Die Staminodien sind am Grund haarig und an der Spitze mit Papille bedeckt. Weibliche Blüten sind größer als männliche. Die Kelchblätter sind ungefähr 1,1 Zentimeter × 4 Millimeter groß. Die Kronblätter sind weiß, lediglich ihre Basis ist gelb. Sie sind ungefähr 1,5 × 1,8 Zentimeter groß. Es sind 6 Staminodien vorhanden und 3 nierenförmige Drüsen. Die Griffel sind ungefähr 4 Millimeter lang und dicht mit drüsigen Haaren bedeckt. Die Früchte ähneln Beeren. Sie sind 8 bis 10 Millimeter lang, haben einen Durchmesser von ungefähr 7 Millimeter und sind kugelförmig bis eiförmig. Die Samen sind spitz zulaufend.
Die Art blüht und fruchtet von August bis Oktober.
Die Chromosomenzahl beträgt 2n = 16.

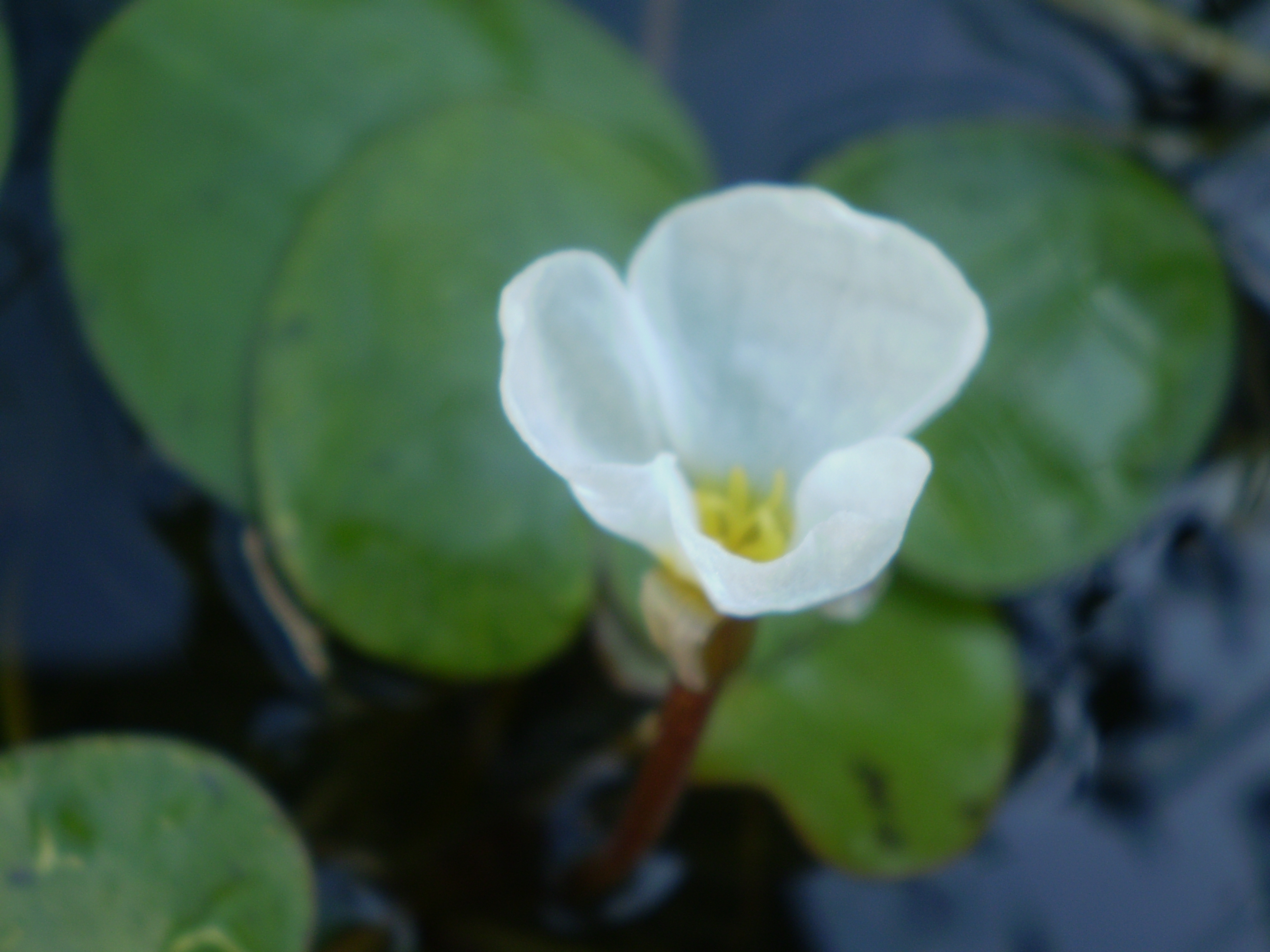
Blüte

## Vorkommen
Der Lebensraum von Hydrocharis dubia sind stehende Gewässer. Die Art kommt ursprünglich von China (Provinzen Anhui, Fujian, Guangdong, Guangxi, Nordost-Hainan, Hebei, Heilongjiang, Henan, Hubei, Hunan, Jiangsu, Jiangxi, Jilin, Liaoning, Shaanxi, Shandong, Sichuan, Yunnan und Zhejiang) über Taiwan, Bangladesch, Indien, Indonesien, Japan mit den Ryukyu-Inseln, Korea, Myanmar, Neuguinea, Philippinen, Thailand und bis Vietnam vor.

## Systematik
Hydrocharis dubia wurde 1827 von Carl Ludwig von Blume unter dem Namen Pontederia dubia erstbeschrieben. Cornelis Andries Backer stellte die Art 1925 in die Gattung Hydrocharis.